# Listă de filme britanice din 1950
Aceasta este o listă de filme britanice din 1950:

## Lista
| 1950                                |                                    |                                                           |                              |                                                   |
| The Angel with the Trumpet          | Anthony Bushell                    | Eileen Herlie, Basil Sydney, Norman Wooland, Maria Schell | Drama                        |                                                   |
| The Astonished Heart                | Terence Fisher                     | Derek Bond, Susan Shaw                                    | Comedy                       |                                                   |
| Bait                                | Frank Richardson                   | John Bentley, Diana Napier                                | Crime                        |                                                   |
| Bitter Springs                      | Ralph Smart                        | Tommy Trinder, Chips Rafferty                             | Australian western           |                                                   |
| Blackout                            | Robert S. Baker                    | Maxwell Reed, Dinah Sheridan                              | Crime                        |                                                   |
| Black Jack                          | Julien Duvivier                    | George Sanders, Herbert Marshall                          | Adventure                    |                                                   |
| The Black Rose                      | Henry Hathaway                     | Tyrone Power, Orson Welles, Cecile Aubry                  | Historical                   |                                                   |
| The Blue Lamp                       | Basil Dearden                      | Jack Warner, Jimmy Hanley, Dirk Bogarde                   | Crime                        | Ealing Studios; BAFTA Award for Best British Film |
| The Body Said No!                   | Val Guest                          | Michael Rennie, Yolande Donlan, Hy Hazell, Jon Pertwee    | Comedy                       |                                                   |
| Cage of Gold                        | Basil Dearden                      | Jean Simmons, Herbert Lom                                 | Drama                        |                                                   |
| Cairo Road                          | David MacDonald                    | Laurence Harvey, Eric Portman, Maria Mauban               | Crime                        |                                                   |
| Chance of a Lifetime                | Bernard Miles                      | Basil Radford, Niall MacGinnis, Bernard Miles             | Drama                        |                                                   |
| The Clouded Yellow                  | Ralph Thomas                       | Trevor Howard, Jean Simmons                               | Thriller                     |                                                   |
| Come Dance with Me                  | Mario Zampi                        | Max Wall, Gordon Humphris                                 | Musical                      |                                                   |
| Dance Hall                          | Charles Crichton                   | Petula Clark, Natasha Parry, Diana Dors                   | Musical                      | Ealing Studios                                    |
| The Dancing Years                   | Harold French                      | Dennis Price, Gisèle Préville                             | Musical                      |                                                   |
| Dangerous Assignment                | Ben R. Hart                        | Lionel Murton, Ivan Craig                                 | Crime                        |                                                   |
| Dark Interval                       | Charles Saunders                   | Zena Marshall, Andrew Osborn                              | Crime                        |                                                   |
| Dick Barton at Bay                  | Godfrey Grayson                    | Don Stannard                                              | Action based on radio serial |                                                   |
| Don't Say Die                       | Vivian Milroy                      | Sandra Dorne, Constance Smith                             | Comedy                       |                                                   |
| Double Confession                   | Ken Annakin                        | Derek Farr, Peter Lorre                                   | Crime                        |                                                   |
| The Dragon of Pendragon Castle      | John Baxter                        | Robin Netscher, Hilary Rennie, Graham Moffatt             | Family                       |                                                   |
| The Elusive Pimpernel               | Michael Powell, Emeric Pressburger | David Niven, Margaret Leighton, Cyril Cusack              | Adventure                    |                                                   |
| The Fall of the House of Usher      | Ivan Barnett                       | Gwen Watford, Kay Tendeter                                | Horror                       |                                                   |
| Four Men in Prison                  | Max Anderson                       | William Mervyn, Arthur Mullard                            | Documentary                  |                                                   |
| The Girl Is Mine                    | Marjorie Deans                     | Patrick Macnee, Pamela Deeming                            | Drama                        |                                                   |
| The Girl Who Couldn't Quite         | Norman Lee                         | Bill Owen, Betty Stockfeld                                | Drama                        |                                                   |
| Golden Salamander                   | Ronald Neame                       | Trevor Howard, Anouk Aimée                                | Thriller                     |                                                   |
| Gone to Earth                       | Michael Powell, Emeric Pressburger | Jennifer Jones, David Farrar                              | Romance                      |                                                   |
| The Gorbals Story                   | David MacKane                      | Howard Connell, Betty Henderson                           | Drama                        | [ 1 ]                                             |
| Guilt Is My Shadow                  | Roy Kellino                        | Elizabeth Sellars, Patrick Holt                           | Drama                        |                                                   |
| Hangman's Wharf                     | Cecil H. Williamson                | John Witty, Genine Graham                                 | Crime                        |                                                   |
| The Happiest Days of Your Life      | Frank Launder                      | Alastair Sim, Margaret Rutherford                         | Comedy                       |                                                   |
| Her Favourite Husband               | Mario Soldati                      | Jean Kent, Robert Beatty                                  | Comedy                       | Co-production with Italy                          |
| Highly Dangerous                    | Roy Ward Baker                     | Margaret Lockwood, Marius Goring                          | Spy                          |                                                   |
| Into the Blue                       | Herbert Wilcox                     | Michael Wilding, Odile Versois                            | Comedy                       |                                                   |
| The Kangaroo Kid                    | Lesley Selander                    | Jock Mahoney, Veda Ann Borg                               | Western                      | Co-production with Australia                      |
| The Lady Craved Excitement          | Godfrey Grayson, Francis Searle    | Hy Hazell, Michael Medwin                                 | Comedy                       |                                                   |
| Last Holiday                        | Henry Cass                         | Alec Guinness, Beatrice Campbell, Kay Walsh               | Comedy                       | Ealing Studios                                    |
| Let's Have a Murder                 | John E. Blakeley                   | Jimmy Jewel, Ben Warriss                                  | Comedy                       | [ 2 ]                                             |
| Lilli Marlene                       | Arthur Crabtree                    | Hugh McDermott, Lisa Daniely                              | Drama                        |                                                   |
| Madeleine                           | David Lean                         | Stanley Haynes, Nicholas Phipps                           | Biopic                       |                                                   |
| The Magnet                          | Charles Frend                      | Stephen Murray, Kay Walsh                                 | Comedy/drama                 |                                                   |
| Midnight Episode                    | Gordon Parry                       | Stanley Holloway, Leslie Dwyer                            | Mystery                      |                                                   |
| Morning Departure                   | Roy Ward Baker                     | John Mills, Nigel Patrick                                 | War                          |                                                   |
| The Mudlark                         | Jean Negulesco                     | Irene Dunne, Alec Guinness                                | biopic                       |                                                   |
| Murder Without Crime                | J. Lee Thompson                    | Dennis Price, Derek Farr                                  | Crime                        |                                                   |
| My Daughter Joy                     | Gregory Ratoff                     | Edward G. Robinson, Peggy Cummins, Richard Greene         | Drama                        |                                                   |
| The Naked Heart                     | Marc Allégret                      | Michèle Morgan, Kieron Moore                              | Drama                        |                                                   |
| Night and the City                  | Jules Dassin                       | Richard Widmark, Gene Tierney, Googie Withers             | Crime                        |                                                   |
| No Place for Jennifer               | Henry Cass                         | Leo Genn, Rosamund John                                   | Drama                        |                                                   |
| No Trace                            | John Gilling                       | Hugh Sinclair, Dinah Sheridan                             | Crime                        |                                                   |
| Odette                              | Herbert Wilcox                     | Anna Neagle, Trevor Howard                                | World War II/spy             |                                                   |
| Old Mother Riley Headmistress       | John Harlow                        | Arthur Lucan, Kitty McShane                               | Comedy                       |                                                   |
| Once a Sinner                       | Lewis Gilbert                      | Patricia Kirkwood, Jack Watling                           | Drama                        |                                                   |
| Over the Garden Wall                | John E. Blakeley                   | Norman Evans, Jimmy James                                 | Comedy                       |                                                   |
| Paul Temple's Triumph               | Maclean Rogers                     | John Bentley, Dinah Sheridan                              | Mystery                      |                                                   |
| Portrait of Clare                   | Lance Comfort                      | Margaret Johnston, Richard Todd                           | Drama                        |                                                   |
| Prelude to Fame                     | Fergus McDonell                    | Guy Rolfe, Kathleen Byron                                 | Drama                        |                                                   |
| The Reluctant Widow                 | Bernard Knowles                    | Jean Kent, Guy Rolfe                                      | Drama                        |                                                   |
| Room to Let                         | Godfrey Grayson                    | Jimmy Hanley, Valentine Dyall                             | Crime                        |                                                   |
| The Second Mate                     | John Baxter                        | Gordon Harker, Graham Moffatt                             | Crime                        |                                                   |
| Seven Days to Noon                  | John Boulting, Roy Boulting        | Barry Jones, André Morell, Hugh Cross                     | Thriller                     |                                                   |
| Shadow of the Eagle                 | Sidney Salkow                      | Richard Greene, Valentina Cortese                         | Historical                   |                                                   |
| Shadow of the Past                  | Mario Zampi                        | Joyce Howard, Terence Morgan                              | Crime                        |                                                   |
| She Shall Have Murder               | Daniel Birt                        | Rosamund John, Derrick De Marney                          | Drama                        |                                                   |
| So Long at the Fair                 | Terence Fisher, Antony Darnborough | Dirk Bogarde, Jean Simmons                                | Drama/thriller               |                                                   |
| Soho Conspiracy                     | Cecil H. Williamson                | Zena Marshall, Peter Gawthorne                            | Musical                      |                                                   |
| Someone at the Door                 | Francis Searle                     | Garry Marsh, Yvonne Owen                                  | Comedy crime                 |                                                   |
| Something in the City               | Maclean Rogers                     | Richard Hearne, Garry Marsh                               | Comedy                       |                                                   |
| Stage Fright                        | Alfred Hitchcock                   | Jane Wyman, Marlene Dietrich, Michael Wilding             | Crime                        |                                                   |
| State Secret                        | Sidney Gilliat                     | Douglas Fairbanks Jr., Jack Hawkins                       | Drama                        |                                                   |
| They Were Not Divided               | Terence Young                      | Edward Underdown, Ralph Clanton                           | World War II                 |                                                   |
| Tony Draws a Horse                  | John Paddy Carstairs               | Cecil Parker, Anne Crawford                               | Comedy                       |                                                   |
| Torment                             | John Guillermin                    | Dermot Walsh, Rona Anderson                               | Thriller                     |                                                   |
| Treasure Island                     | Byron Haskin                       | Robert Newton, Bobby Driscoll                             | Adventure                    | U.K./U.S. co-production                           |
| Trio                                | Ken Annakin, Harold French         | Jean Simmons, Kathleen Harrison                           | Drama                        | Anthology of stories by W. Somerset Maugham       |
| The Twenty Questions Murder Mystery | Paul L. Stein                      | Robert Beatty, Rona Anderson                              | Crime                        |                                                   |
| Up for the Cup                      | Jack Raymond                       | Albert Modley, Mae Bacon                                  | Sports/comedy                |                                                   |
| What the Butler Saw                 | Godfrey Grayson                    | Edward Rigby, Henry Mollison                              | Comedy                       |                                                   |
| The Woman in Question               | Anthony Asquith                    | Jean Kent, Dirk Bogarde                                   | Mystery                      |                                                   |
| The Woman with No Name              | Ladislao Vajda                     | Phyllis Calvert, Edward Underdown, Richard Burton         | Drama                        |                                                   |
| The Wooden Horse                    | Jack Lee                           | Leo Genn, Anthony Steel, David Tomlinson                  | World War II                 |                                                   |
| Waterfront                          | Michael Anderson                   | Robert Newton, Kathleen Harrison                          | Drama                        |                                                   |
| Your Witness                        | Robert Montgomery                  | Robert Montgomery, Cyril Cusack                           | Drama                        |                                                   |